# Паркхерст
Паркхерст (англ. Parkhurst) — місто на півдні Англії на острові Вайт. Місто побудоване як місто-супутник трьох великих в'язниць: Паркхерст, Камп Гілл і Олбані. У місті поселялися працівники в'язниць, військові та колишні ув'язнені. У в'язницях Пархерста відбували покарання низка відомих злочинців, зокрема Джон Дадді, Йоркширський різник Пітер Вільям Саткліфф та близнюки Крей.
За даними 2011 року у місті проживало 5047 осіб.